# Robert Lindstedt
Robert Lindstedt (* 19. března 1977 Sundbyberg) je švédský profesionální tenista a deblový specialista. Ve své dosavadní kariéře na okruhu ATP World Tour vyhrál dvacet jedna turnajů ve čtyřhře.
Na žebříčku ATP byl nejvýše ve dvouhře klasifikován v dubnu 2004 na 309. místě a ve čtyřhře pak v květnu 2013 na 3. místě. Trénuje ho Peter Englund.
Třikrát, v letech 2010, 2011 a 2012, si spolu s Rumunem Horiou Tecăuem zahráli finále mužské čtyřhry ve Wimbledonu a vždy z nich odešli poraženi.
Ve švédském daviscupovém týmu debutoval v roce 2007 čtvrtfinále Světové skupiny proti Argentině, v němž prohrál dvouhru s Juanem Martínem del Potrem. Do května 2013 v soutěži nastoupil k jedenácti mezistátním utkáním s bilancí 0–2 ve dvouhře a 7–3 ve čtyřhře. Švédsko reprezentoval na londýnských XXX. Hrách olympiády v soutěži mužské čtyřhry.

## Tenisová kariéra
Během vysokoškolských studií ve Spojených státech hrál univerzitní tenis na Fresno State University a po přestupu také nastupoval za Pepperdine University, kde studium dokončil. Premiérové finále ve čtyřhře na okruhu ATP si zahrál v září 2005 s Australanem Ashleym Fisherem v Ho Či Minové Městě, z něhož odešli poraženi.

### 2007
V sezóně získal první dva deblové tituly. Nejdříve v indické Bombaji s Jarkko Nieminenem, kde v boji o titul zdolali indicko-pákistánský pár Rohan Bopanna a Ajsám Kúreší. Druhý triumf přidal spolu s Jordanem Kerrem v Tokiu po finálové výhře nad australskou dvojicí Frank Dancevic a Stephen Huss.

### 2008
Společně s Marcem Gicquelem získali titul ve Washingtonu, D.C., a semifinálovou účast zaznamenal na události kategorie ATP Master Series v Indian Wells, kde nastoupil s Francouzem Richardem Gasquetem. Semifinálové fáze také dosáhli s Kerrem v Tokiu a s Rakušanem Jürgenem Melzerem v Kitzbühelu.

## Finále na turnajích Grand Slamu

### Čtyřhra: 4 (1–3)
| Stav      | Rok  | Turnaj          | Spoluhráč    | Vítězové                         | Výsledek                          |
| Finalista | 2010 | Wimbledon       | Horia Tecău  | Jürgen Melzer Philipp Petzschner | 1–6, 5–7, 5–7                     |
| Finalista | 2011 | Wimbledon       | Horia Tecău  | Bob Bryan Mike Bryan             | 3–6, 4–6, 6–7(2–7)                |
| Finalista | 2012 | Wimbledon       | Horia Tecău  | Jonathan Marray Frederik Nielsen | 6–4, 4–6, 6–7(5–7), 7–6(7–5), 3–6 |
| Vítěz     | 2014 | Australian Open | Łukasz Kubot | Eric Butorac Raven Klaasen       | 6–3, 6–3                          |

## Finále na turnajích ATP World Tour
| Legenda (před/od 2009)                                     |
| D – dvouhra; Č – čtyřhra                                   |
| Grand Slam (1–3 Č)                                         |
| Tennis Masters Cup / ATP World Tour Finals (0–0)           |
| ATP Masters Series / ATP World Tour Masters 1000 (1–1 Č)   |
| ATP International Series Gold / ATP World Tour 500 (4–8 Č) |
| ATP International Series / ATP World Tour 250 (15–10 Č)    |

### Čtyřhra: 43 (21–22)
| Stav      | Č.  | Datum             | Turnaj               | Povrch         | Spoluhráč         | Soupeři ve finále                      | Výsledek                          |
| --------- | --- | ----------------- | -------------------- | -------------- | ----------------- | -------------------------------------- | --------------------------------- |
| Finalista | 1.  | 26. září 2005     | Ho Či Minovo Město   | tvrdý          | Ashley Fisher     | Lars Burgsmüller Philipp Kohlschreiber | 6–5(3), 4–6, 2–6                  |
| Finalista | 2.  | 6. března 2006    | Las Vegas            | tvrdý          | Jaroslav Levinský | Bob Bryan Mike Bryan                   | 3–6, 2–6                          |
| Finalista | 3.  | 24. července 2006 | Stuttgart            | antuka         | Yves Allegro      | Gastón Gaudio Max Mirnyj               | 5–7, 7–6, [10–12]                 |
| Vítěz     | 1.  | 24. září 2007     | Bombaj               | tvrdý          | Jarkko Nieminen   | Rohan Bopanna Ajsám Kúreší             | 7–6(7–3), 7–6(7–5)                |
| Vítěz     | 2.  | 7. října 2007     | Tokyo                | tvrdý          | Jordan Kerr       | Frank Dancevic Stephen Huss            | 6–4, 6–4                          |
| Vítěz     | 3.  | 17. srpna 2008    | Washington, D.C. (1) | tvrdý          | Marc Gicquel      | Bruno Soares Kevin Ullyett             | 7–6(8–6), 6–3                     |
| Vítěz     | 4.  | 12. ledna 2009    | Auckland             | tvrdý          | Martin Damm       | Scott Lipsky Leander Paes              | 7–5, 6–4                          |
| Vítěz     | 5.  | 8 February 2009   | Záhřeb               | Hard (i)       | Martin Damm       | Christopher Kas Rogier Wassen          | 6–4, 6–3                          |
| Finalista | 4.  | 28. února 2009    | Dubaj                | tvrdý          | Martin Damm       | Rik de Voest Dmitrij Tursunov          | 6–4, 3–6, [5–10]                  |
| Finalista | 5.  | 10. května 2009   | Estoril              | antuka         | Martin Damm       | Eric Butorac Scott Lipsky              | 3–6, 2–6                          |
| Finalista | 6.  | 19. července 2009 | Båstad               | antuka         | Robin Söderling   | Jaroslav Levinský Filip Polášek        | 6–1, 3–6, [7–10]                  |
| Vítěz     | 6.  | 9. srpna 2009     | Washington, D.C. (2) | tvrdý          | Martin Damm       | Mariusz Fyrstenberg Marcin Matkowski   | 7–5, 7–6(7–3)                     |
| Finalista | 7.  | 21. února 2010    | Marseille            | tvrdý (h)      | Julian Knowle     | Julien Benneteau Michaël Llodra        | 3–6, 4–6                          |
| Vítěz     | 7.  | 10. dubna 2010    | Casablanca (1)       | antuka         | Horia Tecău       | Rohan Bopanna Ajsám Kúreší             | 6–2, 3–6, [10–7]                  |
| Finalista | 8.  | 21. června 2010   | Londýn               | tráva          | Horia Tecău       | Jürgen Melzer Philipp Petzschner       | 1–6, 5–7, 5–7                     |
| Vítěz     | 8.  | 19. června 2010   | 's-Hertogenbosch     | tráva          | Horia Tecău       | Lukáš Dlouhý Leander Paes              | 1–6, 7–5, [10–7]                  |
| Vítěz     | 9.  | 18. července 2010 | Båstad               | antuka         | Horia Tecău       | Andreas Seppi Simone Vagnozzi          | 6–4, 7–5                          |
| Vítěz     | 10. | 28. srpna 2010    | New Haven            | tvrdý          | Horia Tecău       | Rohan Bopanna Ajsám Kúreší             | 6–4, 7–5                          |
| Finalista | 9.  | 9. ledna 2011     | Brisbane             | tvrdý          | Horia Tecău       | Lukáš Dlouhý Paul Hanley               | 4–6, skreč                        |
| Vítěz     | 11. | 9. dubna 2011     | Casablanca (2)       | antuka         | Horia Tecău       | Colin Fleming Igor Zelenay             | 6–2, 6–1                          |
| Finalista | 10. | 18. června 2011   | S-Hertogenbosch      | tráva          | Horia Tecău       | Daniele Bracciali František Čermák     | 3–6, 6–2, [8–10]                  |
| Finalista | 11. | 2. července 2011  | Londýn               | tráva          | Horia Tecău       | Bob Bryan Mike Bryan                   | 3–6, 4–6, 6–7(2–7)                |
| Vítěz     | 12. | 17. července 2011 | Båstad (2)           | antuka         | Horia Tecău       | Simon Aspelin Andreas Siljeström       | 6–3, 6–3                          |
| Finalista | 12. | 7. srpna 2011     | Washington, D.C.     | tvrdý          | Horia Tecău       | Michaël Llodra Nenad Zimonjić          | 7–6(9–7), 6–7(8–10), [7–10]       |
| Finalista | 13. | 9. října 2011     | Peking               | tvrdý          | Horia Tecău       | Michaël Llodra Nenad Zimonjić          | 6–7(2–7), 6–7(4–7)                |
| Finalista | 14. | 19. února 2012    | Rotterdam            | tvrdý (h)      | Horia Tecău       | Michaël Llodra Nenad Zimonjić          | 6–4, 5–7, [14–16]                 |
| Vítěz     | 13. | 28. dubna 2012    | Bukurešť             | antuka         | Horia Tecău       | Jérémy Chardy Łukasz Kubot             | 7–6(7–2), 6–3                     |
| Finalista | 15. | 13. května 2012   | Madrid               | antuka (modrá) | Horia Tecău       | Mariusz Fyrstenberg Marcin Matkowski   | 3–6, 4–6                          |
| Vítěz     | 14. | 23. června 2012   | 's-Hertogenbosch (2) | tráva          | Horia Tecău       | Juan Sebastián Cabal Dmitrij Tursunov  | 6–3, 7–6(7–1)                     |
| Finalista | 16. | 8. července 2012  | Londýn               | tráva          | Horia Tecău       | Jonathan Marray Frederik Nielsen       | 6–4, 4–6, 6–7(5–7), 7–6(7–5), 3–6 |
| Vítěz     | 15. | 15. července 2012 | Båstad               | antuka         | Horia Tecău       | Alexander Peya Bruno Soares            | 6–3, 7–6(7–5)                     |
| Vítěz     | 16. | 19. srpna 2012    | Cincinnati           | tvrdý          | Horia Tecău       | Mahesh Bhupathi Rohan Bopanna          | 6–4, 6–4                          |
| Finalista | 17. | 21. října 2012    | Stockholm            | tvrdý (h)      | Nenad Zimonjić    | Marcelo Melo Bruno Soares              | 7-6(7-4), 5-7, 6-10               |
| Vítěz     | 17. | 17. února 2013    | Rotterdam            | tvrdý (h)      | Nenad Zimonjić    | Thiemo de Bakker Jesse Huta Galung     | 5-7, 6-3, [10-8]                  |
| Finalista | 18. | 2. března 2013    | Dubaj                | tvrdý          | Nenad Zimonjić    | Mahesh Bhupathi Michaël Llodra         | 6-7(6-8), 6-7(6-8)                |
| Finalista | 19. | 28. dubna 2013    | Barcelona            | antuka         | Daniel Nestor     | Alexander Peya Bruno Soares            | 7-5, 6-7(7-9), [4-10]             |
| Finalista | 20. | 20. října 2013    | Stockholm            | tvrdý (h)      | Jonas Björkman    | Ajsám Kúreší Jean-Julien Rojer         | 2-6, 2-6                          |
| Vítěz     | 18. | 25. ledna 2014    | Melbourne            | tvrdý          | Łukasz Kubot      | Eric Butorac Raven Klaasen             | 6–3, 6–3                          |
| Finalista | 21. | 3. května 2015    | Istanbul             | antuka         | Jürgen Melzer     | Radu Albot Dušan Lajović               | 4–6, 6–7(2–7)                     |
| Vítěz     | 19. | 29. října 2015    | Winston-Salem        | tvrdý          | Dominic Inglot    | Eric Butorac Scott Lipsky              | 6–2, 6–4                          |
| Vítěz     | 20. | 2. října 2016     | Šen-čen              | tvrdý          | Fabio Fognini     | Oliver Marach Fabrice Martin           | 7–6(7–4), 6–3                     |
| Finalista | 22. | 30. října 2016    | Basilej              | tvrdý (h)      | Michael Venus     | Marcel Granollers Jack Sock            | 3–6, 4–6                          |
| Vítěz     | 21. | 30. června 2017   | Antalya              | tráva          | Ajsám Kúreší      | Oliver Marach Mate Pavić               | 7–5, 4–1skreč                     |

## Postavení na žebříčku ATP na konci sezóny

### Dvouhra
| Rok    | 1995  | 1996   | 1997    | 1998    | 1999   | 2000   | 2001   | 2002   | 2003   | 2004   | 2005   |
| Pořadí | 1142. | ▲ 993. | ▼ 1343. | ▲ 1342. | ▲ 601. | ▲ 462. | ▼ 755. | ▲ 491. | ▲ 435. | ▲ 421. | ▼ 997. |

### Čtyřhra
| Rok    | 1994 | 1995   | 1996 | 1997 | 1998   | 1999   | 2000   | 2001   | 2002   | 2003   | 2004  | 2005  | 2006  | 2007  | 2008  | 2009  | 2010  | 2011  | 2012 | 2013  | 2014  | 2015  | 2016  |
| Pořadí | 965. | ▲ 740. | ▼x   | ▬x   | ▲ 522. | ▲ 324. | ▲ 233. | ▼ 374. | ▼ 769. | ▲ 205. | ▲ 96. | ▲ 66. | ▲ 41. | ▲ 39. | ▲ 26. | ▼ 27. | ▲ 21. | ▲ 16. | ▲ 8. | ▼ 19. | ▲ 13. | ▼ 26. | ▼ 39. |